# Matīss Kivlenieks
Matīss Edmunds Kivlenieks (né le 26 août 1996 à Riga en Lettonie et mort le 4 juillet 2021 à Novi au Michigan) est un joueur letton de hockey sur glace. Il évoluait à la position de gardien de but.

## Biographie
Kivlenieks commence sa carrière en Lettonie, mais fait rapidement le saut en Amérique du Nord pour sa carrière junior. En 2017, il rejoint l'organisation des Blue Jackets de Columbus avec qui il joue pour les clubs-écoles ainsi que quelques matchs avec la formation de la Ligue nationale de hockey. Représentant son pays au niveau international, il participe au championnat du monde de hockey sur glace 2021.
Le 4 juillet 2021, dans le contexte des célébrations du jour de l'Indépendance à Novi, il est frappé par un feu d'artifice alors qu'il se trouve dans un bain à remous à proximité. L'impact cause un traumatisme thoracique. À son arrivée à l'hôpital, sa mort est constatée. Lors de ses funérailles, son coéquipier et compatriote Elvis Merzļikins déclare que Kivlenieks lui a sauvé la vie ainsi que celle de sa femme, alors enceinte, lors de l'incident. Il déclare également que le deuxième prénom de son fils à venir sera Matiss en l'honneur de Kivlenieks. Le couple avait prévu demander à Kivlenieks le soir de l'accident d'être le parrain de leur fils. Leur fils, nommé Knox Matiss Merzlikins, nait le 20 août 2021.